# Dennō Coil
Dennō Coil (電脳コイル, Dennō Koiru), o Coil, Un círculo de Niños, es una serie de anime perteneciente a la categoría de Ciencia Ficción, la cual trata acerca de la inclusión en la vida real de Realidad aumentada (RA) semi-inmersiva, en un futuro cercano. La serie transcurre en la ciudad ficticia de Daikoku, la cual posee un desarrollo avanzado de integración entre lo real y lo virtual. En ella, un grupo de niños utilizan gafas RA para descubrir los misterios que rodean al ciberespacio establecido en la ciudad. Para ello, utilizan métodos ilegales, virus informáticos y mascotas virtuales, con el fin de manipular tanto los datos como el espacio en sí.
Dennō Coil es la serie debut del director y animador Mitsuo Iso, quien trabajó en ella por más de 10 años. La animación corre por cuenta del estudio Madhouse. Fue estrenada el 12 de mayo de 2007 en la cadena televisiva NHK Educational. Gracias al personal de animación de la serie, además del largo proceso de desarrollo, Dennō Coil fue una serie muy anticipada y esperada por el público.
- Datos: Q1189698